# Ellen Joyce Loo

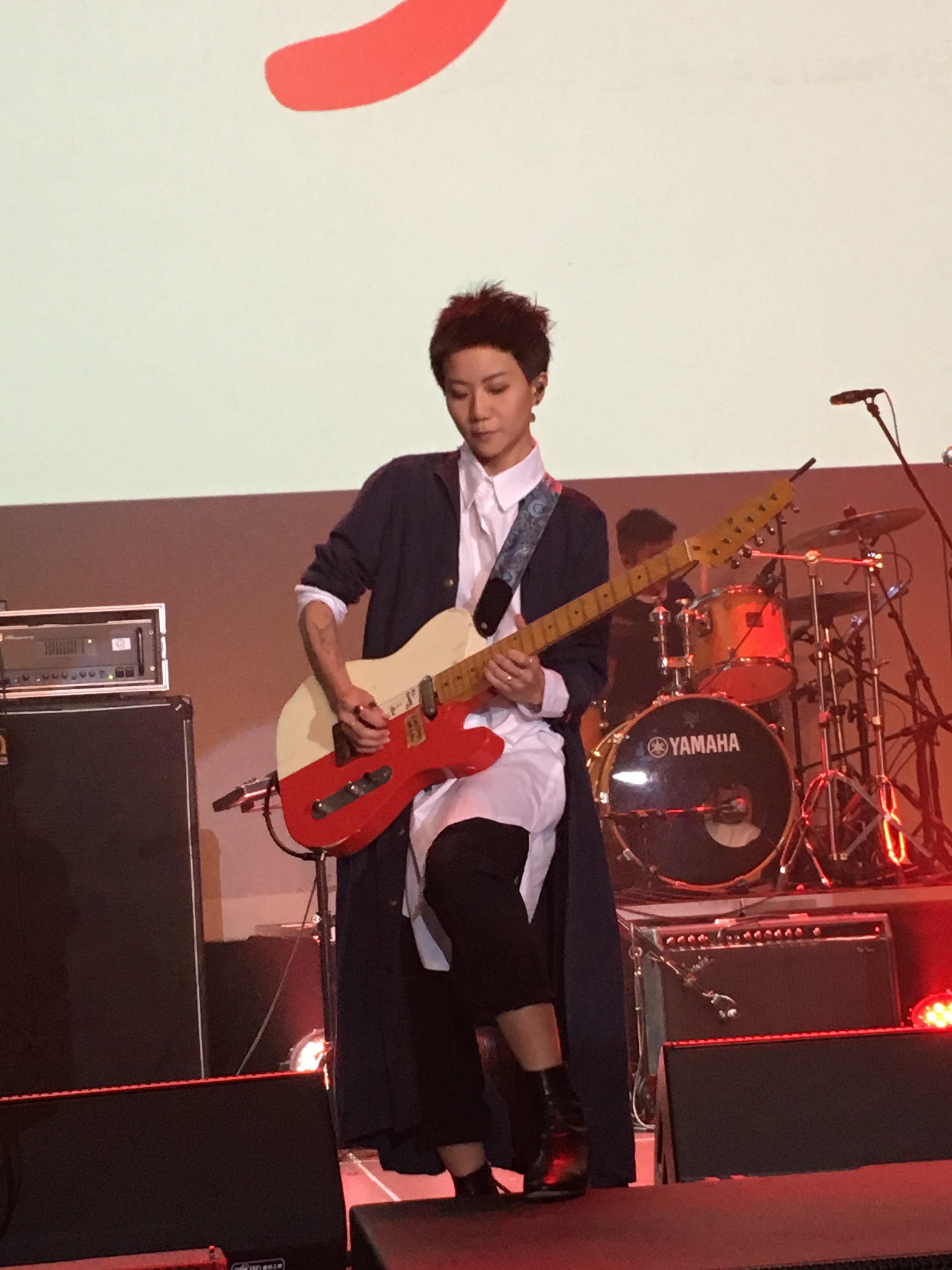
Ellen Joyce Loo, 2017

Ellen Joyce Loo (chinesisch 盧凱彤 / 卢凯彤; geb. 27. März 1986 in Toronto, Kanada; gest. 5. August 2018 in Hongkong, China) war eine kanadisch-chinesische Musikerin, Sängerin und Songwriterin. Sie war Mitgründerin der Folk-Pop-Rock-Gruppe at17.

## Jugend
Loo zog im Alter von vier Jahren mit ihren Eltern nach Hongkong. Ellen Joyce Loo besuchte die katholische Mädchenschule St. Paul’s Convent School im Hongkonger Stadtteil Causeway Bay. Ab einem Alter von neun Jahren lernte sie von ihrem Vater klassische Gitarre zu spielen. Als sie 14 Jahre alt war, nahm sie zusammen mit ihrem älteren Bruder P. J. Loo an dem Musikwettbewerb Original Music 2000 (原音2000) teil, der von Tom Lee Music in Hong Kong abgehalten wurde. Loo und ihr Bruder wurde Dritte.

## Berufsleben
Als sie 15 Jahre alt war, gründete Loo mit Eman Lam die Gruppe at17 und unterzeichnete einen Vertrag mit dem Musikproduktionsunternehmen People Mountain People Sea.
Neben dem Schreiben von Songs für ihre eigene Gruppe war Loo an der Produktion und dem Songschreiben für die Alben anderer Künstler wie Kay Tse, Miriam Yeung und Sally Yeh beteiligt.

## Privatleben
Bei Loo wurde 2013 eine bipolare Störung diagnostiziert, wie sie im April 2015 bekanntgab. Sie hatte 2017 ihr Coming Out als Lesbe bei den Golden Melody Awards in Taiwan. 2016 heiratete sie die taiwanesische Kamerafrau Fisher Yu. Das Paar ließ die Ehe in Kanada registrieren.

## Tod
Loo starb, nachdem sie aus ihrem Wohnhaus in Happy Valley, Hong Kong gefallen war. Der Fall wurde von der Polizei nach der Sichtung von Videoüberwachungsaufnahmen als Selbsttötung eingeordnet. Es wurde kein Abschiedsbrief  gefunden.

## Werke
- Lost. Escape. Rockmuiology. Youth Culture (青春文化), Hongkong 2006, ISBN 988-99184-0-4 (englisch, Eine Sammlung ihrer Fotos, die sie im Lauf von drei Jahren mit ihrer Revue 35CC aufnahm und eine Sammlung ihrer Texte).
- Ellen Joyce Loo: I learned the chords at 17. People Mountain People Sea / Kubrick, Hongkong 2005, ISBN 988-97905-7-2 (englisch, Sammlung von 22 originalen Gitarrennoten von at17-Songs, transkribiert von Loo in Standardnotation und Gitarrentabellen).